# Helladia plasoni
Helladia plasoni är en skalbaggsart som först beskrevs av Ludwig Ganglbauer 1884.  Helladia plasoni ingår i släktet Helladia och familjen långhorningar.
Artens utbredningsområde är Iran. Inga underarter finns listade i Catalogue of Life.